# Waitzia
Waitzia là một chi thực vật có hoa trong họ Cúc (Asteraceae).

## Loài
Chi Waitzia gồm các loài: